# Rafael Díaz Justo
Rafael Díaz Justo, nacido en Berna (Suiza) el 8 de noviembre de 1972, es un antiguo  ciclista español, profesional de 1994 a 2004.
Actualmente es director de la Fundación Alberto Contador equipo sub-23 desde el año 2014. Muy activo en su cuenta de instagram @rafaeldiazjusto

## Biografía
Rafael Díaz Justo debutó en el ciclismo con 10 años. Hizo su último año como amateur en la sección amateur del Banesto en 1994. Terminó tercero con la selección española sub-23 en el Giro de las Regiones ese mismo año. Fichó a finales de año con el equipo ONCE de Manolo Saiz, equipo en el cual ha efectuado toda su carrera profesional bajo un rol de gregario.
Díaz Justo ganó dos victorias individuales a lo largo de su carrera profesional. Ganó una etapa del Tour del Porvenir en 1996 y una etapa de la Vuelta a Galicia en 1998. Por equipos, se impuso en cuatro ocasiones en contrarreloj por equipos. En 2000 y 2001, formó parte del equipo ONCE que ganó la contrarreloj por equipos de la Vuelta a Cataluña. En 2002, ganó la crono por equipos de la Vuelta a Burgos y de la Vuelta a España. Otros buenos resultados a destacar son su segundo puesto en la Clásica de Ordizia en 2001 y la tercera plaza del Circuito de Guecho en 2000. Ha representado tres veces a España en los campeonatos del mundo de 2000 a 2002.Fue un gregario muy importante para ayudar a Óscar Freire que terminó tercero en 2000 y venció al año siguiente.
Actualmente trabaja en la fundación Contador dirigiendo el proyecto del equipo sub-23 en este 2024 será su décima temporada. En el 2024 el nuevo equipo es Polti Kometa.

## Palmarés
1996
- 1 etapa del Tour del Porvenir

1998
- 1 etapa de la Vuelta a Burgos

## Resultados en las grandes vueltas
| Carrera         | 1994 | 1995 | 1996 | 1997 | 1998 | 1999 | 2000 | 2001 | 2002 | 2003 | 2004 |
| --------------- | ---- | ---- | ---- | ---- | ---- | ---- | ---- | ---- | ---- | ---- | ---- |
| Giro de Italia  | -    | -    | -    | -    | -    | -    | -    | -    | -    | -    | -    |
| Tour de Francia | -    | -    | -    | -    | Ab.  | 58.º | -    | -    | -    | -    | -    |
| Vuelta a España | -    | -    | -    | -    | -    | 57.º | 33.º | 54.º | 62.º | -    | -    |
| Mundial en Ruta | -    | -    | -    | -    | -    | -    | Ab.  | Ab.  | Ab.  | -    | -    |

-: no participa

Ab.: abandono